# Raúl Rangel Hinojosa
Raúl Rangel Hinojosa (Monterrey, Nuevo León (México)-11 de enero de 1949) es un abogado y político mexicano que fue alcalde de San Pedro Garza García, Nuevo León.
Es el único hijo varón del exgobernador Raúl Rangel Frías y de Elena Hinojosa, y hermano de Elena, Alejandra, Mónica y Lucía Rangel Hinojosa, y tío del cineasta Andrés Clariond Rangel. Es licenciado en Derecho por la UANL y licenciado en administración de empresas por el ITESM; además realizó estudios en el Rockhurst University en Kansas City. Fue alcalde de San Pedro Garza García entre 1983 y 1985, y Tesorero General del Estado de Nuevo León 1992-1994.